# Wiener Premierenbesetzungen des Fliegenden Holländers

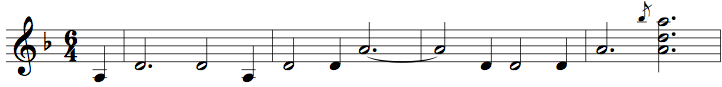
Leitmotiv des Holländers

Die Wiener Premierenbesetzungen des Fliegenden Holländers listen alle Mitwirkenden an den Neuinszenierungen von Richard Wagners Romantischer Oper Der fliegende Holländer auf, die an der k. u. k Hofoper, der heutigen Staatsoper, stattgefunden haben. Berücksichtigt wurde auch die Wiener Erstaufführung vom 2. November 1860, die noch im Kärntnertortheater stattfand. Es ist dem Komponisten und Dirigenten Heinrich Esser (1818–1872) zu danken, dass er sich für die frühen Wagner-Opern einsetzte. Er war seit 1847 an der Hofoper tätig und leitete diese interimistisch 1860/61. Er bewirkte 1858 die Aufnahme des Lohengrin und 1860 des Fliegenden Holländers ins Repertoire der Hofoper.
Bislang gab es acht Neuinszenierungen im Haus am Ring und im Ausweichquartier Theater an der Wien mit insgesamt 833 Vorstellungen bis zur COVID-19-bedingten Theatersperre im März 2020.

## Die Premierenbesetzungen
In der sechsten Spalte sind die Aufführungszahlen der jeweiligen Inszenierung angegeben. Die Christine-Mielitz-Inszenierung steht nach wie vor auf dem Spielplan der Staatsoper. Die angegebenen Aufführungszahl beschreibt den Stand von März 2020.
| Wiener Erstaufführung, 2. November 1860, Dirigent: Heinrich Esser, Bühnenbild: Carlo Brioschi (im Hofoperntheater nächst dem Kärntnerthor)                                           |                       |                                   |                                  |     |
| Johann Nepomuk Beck | Gabrielle Krauss      | Karl Mayerhofer Amalie Weiss      | Gustav Walter Josef Erl          | ?   |
| Erstaufführung im Haus am Ring, 27. Jänner 1871, Leading Team nicht bekannt |                       |                                   |                                  |     |
| Johann Nepomuk Beck | Louise Dustmann-Meyer | Karl Mayerhofer Ernestine Gindele | Gustav Gunz Theodor Lay          | 300 |
| Hans Breuer, 18. Februar 1922, Dirigent: Richard Strauss, Bühnenbilder: Alfred Roller                                                                                                |                       |                                   |                                  |     |
| Emil Schipper | Barbara Kemp          | Nicola Zec Hermine Kittel         | Laurenz Hofer Georg Maikl        | 75  |
| Neueinstudierung: Hans Duhan, 9. Mai 1934, Dirigent: Eugen Szenkar, Bühnenbilder: Alfred Roller                                                                                      |                       |                                   |                                  |     |
| Friedrich Schorr | Maria Németh          | Karl Norbert Enid Szánthó         | Josef Kalenberg Georg Maikl      | 85  |
| Oscar Fritz Schuh, 30. Oktober 1947, Dirigent: Hans Knappertsbusch, Bühnenbilder und Kostüme: Robert Kautsky (im Theater an der Wien)                                                |                       |                                   |                                  |     |
| Hans Hotter | Hilde Konetzni        | Herbert Alsen Else Schürhoff      | Horst Taubmann Anton Dermota     | 68  |
| Adolf Rott, 6. Mai 1959, Dirigent: Karl Böhm, Bühnenbilder und Kostüme: Robert Kautsky, Choreinstudierung: Richard Rossmayer                                                         |                       |                                   |                                  |     |
| Otto Edelmann | Inge Borkh            | Josef Greindl Elisabeth Höngen    | Brian Sullivan Karl Terkal       | 68  |
| Wieland Wagner, 2. März 1967, Dirigent: Heinrich Hollreiser, Bühnenbilder und Kostüme: Wieland Wagner, Choreinstudierung: Walter Hagen-Groll                                         |                       |                                   |                                  |     |
| Otto Wiener | Leonie Rysanek        | Oskar Czerwenka Hilde Konetzni    | James King Gerhard Unger         | 34  |
| Wolfgang Zörner, 1. Dezember 1972, Dirigent: Otmar Suitner, Bühnenbilder: Günther Schneider-Siemssen, Kostüme: Günther Schneider-Siemssen und Leo Bei, Chorleitung: Norbert Balatsch |                       |                                   |                                  |     |
| Cornell MacNeil | Janis Martin          | Manfred Schenk Margarita Lilowa   | William Cochran Adolf Dallapozza | 145 |
| Christine Mielitz, 5. Dezember 2003, Dirigent: Seiji Ozawa, Ausstattung: Stefan Mayer, Dramaturgie: Eva Walch, Choreinstudierung: Ernst Dunshirn                                     |                       |                                   |                                  |     |
| Falk Struckmann | Nina Stemme           | Franz Hawlata Mihaela Ungureanu   | Torsten Kerl John Dickie         | 58  |